# Acritus hilum
Acritus hilum är en skalbaggsart som beskrevs av Lewis 1888. Acritus hilum ingår i släktet Acritus och familjen stumpbaggar. Inga underarter finns listade i Catalogue of Life.